# 椭圆窦螺
椭圆窦螺（学名：Sinum oblongum）是玉螺科广口玉螺属的一种。

## 分佈
本物種見於南中國海。
常栖息在潮下带。